# 甑大明神橋
甑大明神橋（こしきだいみょうじんばし）は、鹿児島県薩摩川内市の甑島列島の上甑島と中島を結ぶ橋である。鹿児島県道351号鹿島上甑線の一部を構成する。全長は420 m。

## 歴史
本橋開通以前は、甑島列島の有人離島である上甑島・中甑島・下甑島の3島相互の往来には航路しか手段がなく、陸路の連絡は島民の悲願であった。1990年に、中島と中甑島を結ぶ全長240 mの鹿の子大橋が開通。次いで、1993年3月に甑大明神橋が開通し、上甑島と中甑島が陸路で結ばれた。橋名は、当時の里村、上甑村、鹿島村、下甑村の4村の住民の公募で選ばれ、1991年11月に命名された。2020年には中甑島と下甑島の間に甑大橋が開通し、甑島列島の有人3島間の架橋が完成した。本橋の完成を記念して、例年11月にはマラソン大会が開催される。橋の途中には展望スペースがあり、上甑島側には橋を見渡せる展望台が開設されている。西側に眺望が開けていることから、夕日の景勝スポットとしても知られる。

## 構造
上甑島側の岬はヘタノ串と呼ばれ、中島との間は幅22 mのヘタノ串海峡が隔てている。ヘタノ串は奇岩地帯で、甑島の名の由来ともなった甑（中国の蒸篭）に似た形の巨岩が甑大明神として祀られている。この景観を保全するため、鹿児島県内では初となるPC斜張橋が採用され、ルートも上甑町中甑の集落から見て裏手に当たる北西側が選定された。主塔は中島側に設けられ、海峡部は桁下15 mの航路を確保するため、最高部から両側に6%の勾配がつけられた。斜張橋部の延長は170 mで、景観性・経済性から主塔形状は準A型、斜材はファン型が採用された。主塔高さは航空障害を考慮し、約60 mに抑えられた。橋梁の両端は上甑島側6径間、中島側3径間の桁橋で構成される。
1991年の台風第19号では非公式ながら最大瞬間風速88 m/sの強風を記録するほどの条件であり、ケーブルの制振対策として粘性せん断型ダンパーが採用された。橋桁は、ディビダーク工法で架設された。